# Championnat du Suriname de football 2003-2004
Navigation
Saison précédente Saison suivante
La saison 2003-2004 du Championnat du Suriname de football est la soixante-huitième édition de la Hoofdklasse, le championnat de première division au Suriname. Les quatorze formations de l'élite sont réunies au sein d'une poule unique où elles s'affrontent deux fois au cours de la saison. À l'issue du championnat, les deux derniers du classement sont relégués et remplacés par les deux meilleurs clubs de Eerste Klasse.
C'est le Walking Bout Company qui remporte la compétition cette saison après avoir terminé en tête du classement final, avec huit points d'avance sur l'Inter Moengotapoe et neuf sur le SV Transvaal. Il s’agit du tout premier titre de champion du Suriname de l'histoire du club.

## Les clubs participants
- SV Voorwaarts
- Super Red Eagles - Promu de Eerste Klasse
- SV DEGO
- SV Leo Victor
- Inter Moengotapoe
- Royal'95
- SV House Of Billiards
- SV Cosmos - Promu de Eerste Klasse
- SV Ricanaumoffo
- FCS Nacional
- Walking Bout Company
- SV Transvaal
- SV Young Rhythm - Promu de Eerste Klasse
- SV Robinhood

## Compétition
Le barème de points servant à établir le classement se décompose ainsi :
- Victoire : 3 points
- Match nul : 1 point
- Défaite : 0 point

### Classement
| Rang | Équipe                | Pts     | J       | G       | N       | P       | Bp      | Bc      | Diff    |
| ---- | --------------------- | ------- | ------- | ------- | ------- | ------- | ------- | ------- | ------- |
| 1    | Walking Bout Company  | 55      | 24      | 17      | 4       | 3       | 76      | 27      | +49     |
| 2    | Inter Moengotapoe     | 47      | 24      | 15      | 2       | 7       | 55      | 35      | +20     |
| 3    | SV Transvaal          | 46      | 24      | 14      | 4       | 6       | 41      | 35      | +6      |
| 4    | FCS NacionalT         | 42      | 24      | 13      | 3       | 8       | 58      | 26      | +32     |
| 5    | SV Robinhood          | 41      | 24      | 13      | 2       | 9       | 50      | 35      | +15     |
| 6    | SV Voorwaarts         | 37      | 24      | 10      | 7       | 7       | 41      | 37      | +4      |
| 7    | Royal'95              | 35      | 24      | 10      | 5       | 9       | 40      | 39      | +1      |
| 8    | SV CosmosP            | 35      | 24      | 10      | 5       | 9       | 56      | 62      | -6      |
| 9    | SV Ricanaumoffo       | 29      | 24      | 8       | 5       | 11      | 19      | 31      | -12     |
| 10   | SV Young RhythmP      | 23      | 24      | 6       | 5       | 13      | 56      | 65      | -9      |
| 11   | Super Red Eagles'P'C  | 23      | 24      | 6       | 5       | 13      | 35      | 54      | -19     |
| 12   | SV Leo Victor         | 21      | 24      | 6       | 3       | 15      | 43      | 61      | -18     |
| 13   | SV DEGO               | 6       | 24      | 0       | 6       | 18      | 23      | 86      | -63     |
|      | SV House of Billiards | Forfait | Forfait | Forfait | Forfait | Forfait | Forfait | Forfait | Forfait |

|  | Qualification pour la CFU Club Championship 2004                                     |
|  | Relégation directe en Eerste Klasse                                                  |
|  | T : Tenant du titre C : Vainqueur de la Coupe du Suriname P : Promu de Eerste Klasse |

- Le SV House of Billiards déclare forfait avant le début du championnat car il perd la totalité de ses joueurs durant l'intersaison.

## Bilan de la saison
| Championnat du Suriname de football 2003-2004 |                                  |
| Champion                                      | Walking Bout Company (1er titre) |
| Coupes et trophées                            |                                  |
| Vainqueur de la Coupe du Suriname 2003-2004   | Super Red Eagles                 |
| Qualifications continentales                  |                                  |
| CFU Club Championship 2004                    | Walking Bout Company             |
| CFU Club Championship 2004                    | Inter Moengotapoe                |
| Promotions et relégations                     |                                  |
| Promus en Hoofdklasse                         | SV Randjiet Boys                 |
| Promus en Hoofdklasse                         | SCSV Takdier Boys                |
| Relégués en Eerste Klasse                     | SV DEGO                          |
| Relégués en Eerste Klasse                     | SV House of Billiards            |